# تقلبی

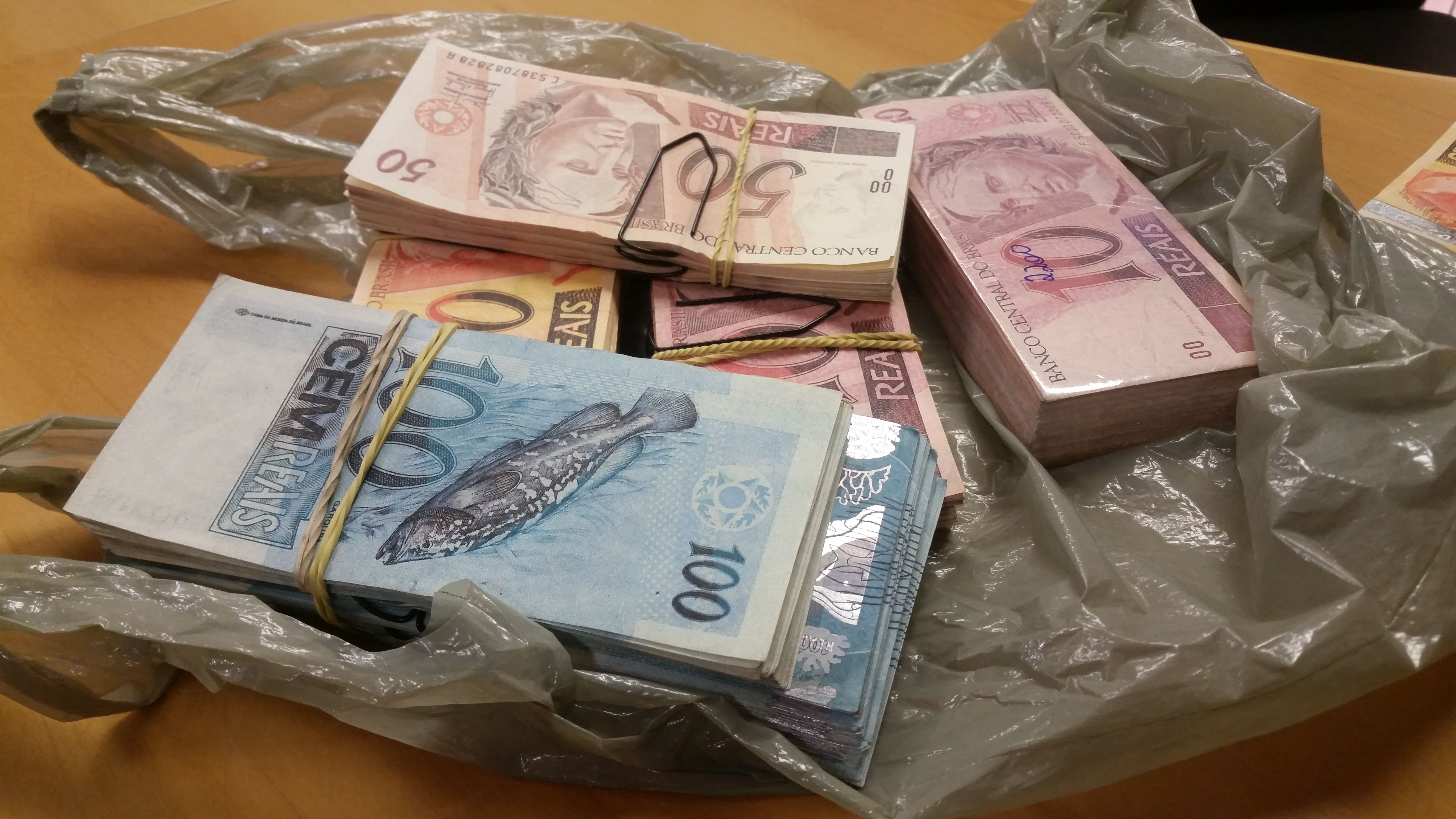
پول های تقلبی

تقلبی (انگلیسی: Counterfeit) یا جعلی، به قرار دادن کپی یک محصول، بجای محصول اصلی، به قصد فریب مشتری گفته می‌شود. در حوزه بازرگانی، محصولات تقلبی به کپی جعلی از محصول واقعی اطلاق می‌گردد، که فرایند تولید آن، با هدف کسب سود، از طریق فروش کالاهای تقلبی انجام می‌شود. واژه تقلبی اغلب برای پول یا مدارک (جعل اسناد) مورد استفاده قرار می‌گیرد، اما طیف گسترده‌ای از کالاهای تقلبی را می‌توان در بازارهایی نظیر پوشاک، ساعت، کیف و کفش، مواد دارویی، لوازم الکترونیکی، نرم‌افزار، قطعات خودرو، اسباب بازی، آثار هنری و فیلم نیز به‌وفور مشاهده کرد. گرچه پول کاغذی، کماکان محبوب‌ترین و رایج‌ترین محصول تقلبی بشمار می‌آید.